# La Patacada
La Patacada: sortirà quan li sembli bé va ser un periòdic satíric reusenc que sortí l'any 1931.

## Història
Va ser de curta durada i de tendència nacionalista republicana. Les seves pàgines estan plenes d'exclamacions com "Visca la República" i "per la República". Feia crítica de la vida ciutadana i sobre els principals esdeveniments polítics del moment a Reus i al país, amb to satíric i humorístic.
Segons anunciaven en la seva presentació havien sortit perquè Reus feia massa temps que estava sense periòdic humorístic. Deien també que no tindran pèls a la llengua i que criticaran tot allò criticable. En aquest primer número es feia ressò del "natalici" republicà: "El dia catorze d'aquest mes la Mare Espanya donà llum sense gaires dolors una xamosa nena que porta per nom República. El pare és el Poble sobirà que té totes les traces de ser un home d'empenta. L'enhorabona i per molts anys", i a continuació publicava l'esquela de la monarquia. Els seus números tenien un contingut força polititzat i donava mostres d'un nacionalisme impregnat de federalisme. També, seguint la tradició local, mostrava un fort sentiment anticlerical; la burgesia i els membres de l'oligarquia local rebran els seus atacs. Les qüestions d'ordre social quedaran relegades a un segon terme. En alguns dels seus articles mostra el seu suport a Esquerra Republicana de Catalunya.
El fundador va ser Miquel Vallès i Mas, que també dirigí la revista. Hi col·laboraven Joan Masip i Vallès, Josep Verdú, Josep Torrent, el periodista Josep Maria Gort i el metge i polític Jaume Roig que signava "Gestus", entre d'altres que firmaven sempre només amb pseudònims, com ara Karam Karam, 6quet, Quedo Lent, Men Fum, i altres.
Polemitzà amb la revista satírica Mai Badem!, entre altres coses pel color del periòdic, que era el mateix.

## Aspectes tècnics
Advertia: "Sortirà quan li sembli bé". Sortia cada dos dissabtes, encara que no de forma regular. Mida foli, normalment amb dotze pàgines, encara que alguns números en tenien vuit o quatre. S'imprimia a la Impremta Foment de Marian Roca. La secció més polèmica es deia "Xafarderies", plena de tafaneries sobre la joventut reusenca i sortí a tots els números. Aquesta secció provocà diverses denúncies. El primer número és del 25 d'abril de 1931, pocs dies després de proclamada la República. L'últim conegut, el número 10, del 22 d'agost de 1931. Segons Mai Badem!, la revista va ser suspesa pel governador de la província.

## Localització
- Una col·lecció a la Biblioteca Central Xavier Amorós de Reus.[5]
- Alguns exemplars a la Biblioteca del Centre de Lectura de Reus.[6]